# Football Club Mondercange
El Football Club Mondercange, també conegut com a FC Mondercange, és un equip de futbol de Luxemburg que milita en la Éirepromotioun, la segona lliga de futbol més important del país.

## Història
Va ser fundat l'any 1933 a la ciutat de Mondercange, al sud-oest del país i mai no ha estat campió de la Lliga luxemburguesa de futbol i mai no ha estat campió de copa, malgrat haver arribat a dues finals.
A nivell internacional ha participat en 1 torneig continental, a la Copa UEFA de 1999/2000, on va ser eliminat a la ronda preliminar pel FC Dinamo București de Romania.

## Palmarès
- Copa luxemburguesa de futbol:[3]

Finalista: 1998/99, 1999/2000

## Participació en competicions de la UEFA
| Temporada | Torneig         | Ronda      | Club                | Casa | Visita | Global |
| --------- | --------------- | ---------- | ------------------- | ---- | ------ | ------ |
| 1999/2000 | Copa de la UEFA | Preliminar | FC Dinamo București | 2-6  | 0-7    | 2-13   |

### Rècord Europeu
|                | J | G | E | P | GF | GC | GD  |
| -------------- | - | - | - | - | -- | -- | --- |
| FC Mondercange | 2 | 0 | 0 | 2 | 2  | 13 | -11 |